# Mike McCarthy
Michael "Mike" Brian McCarthy (Brooklyn, Nova York, 26 de juny de 1968) va ser un ciclista estatunidenc que fou professional de 1990 a 1998. Va combinar la carretera amb la pista on va guanyar una medalla de d'or en la modalitat de Persecució en els Campionats del món de 1992.
Va participar també en dos Jocs Olímpics.

## Palmarès en ruta
- 1990
  - 1r a la Bay Classic
- 1991
  - Vencedor de 2 etapes a l'International Cycling Classic
  - Vencedor de 2 etapes al Fresca Classic
- 1992
  -  Campió dels Estats Units en Critèrium
  - 1r a la Bay Classic
- 1995
  - Vencedor de 2 etapes al Tour de Taiwan
  - Vencedor d'una etapa al Fresca Classic
  - Vencedor d'una etapa al Redlands Classic
- 1996
  - Vencedor d'una etapa al Rapport Toer
- 1997
  - Vencedor d'una etapa al Redlands Classic
- 1998
  - Vencedor de 2 etapes a la Volta al Japó

## Palmarès en pista
- 1992
  -  Campió del món en persecució